# Karim Fegrouch
Karim Fegrouch, född 14 februari 1982 i Fès, är en marockansk före detta fotbollsmålvakt som har spelat för IK Sirius i Allsvenskan. Fegrouch är också målvaktstränare i IK Sirius.
Fegrouch har också representerat Marockos landslag.